# Falenas

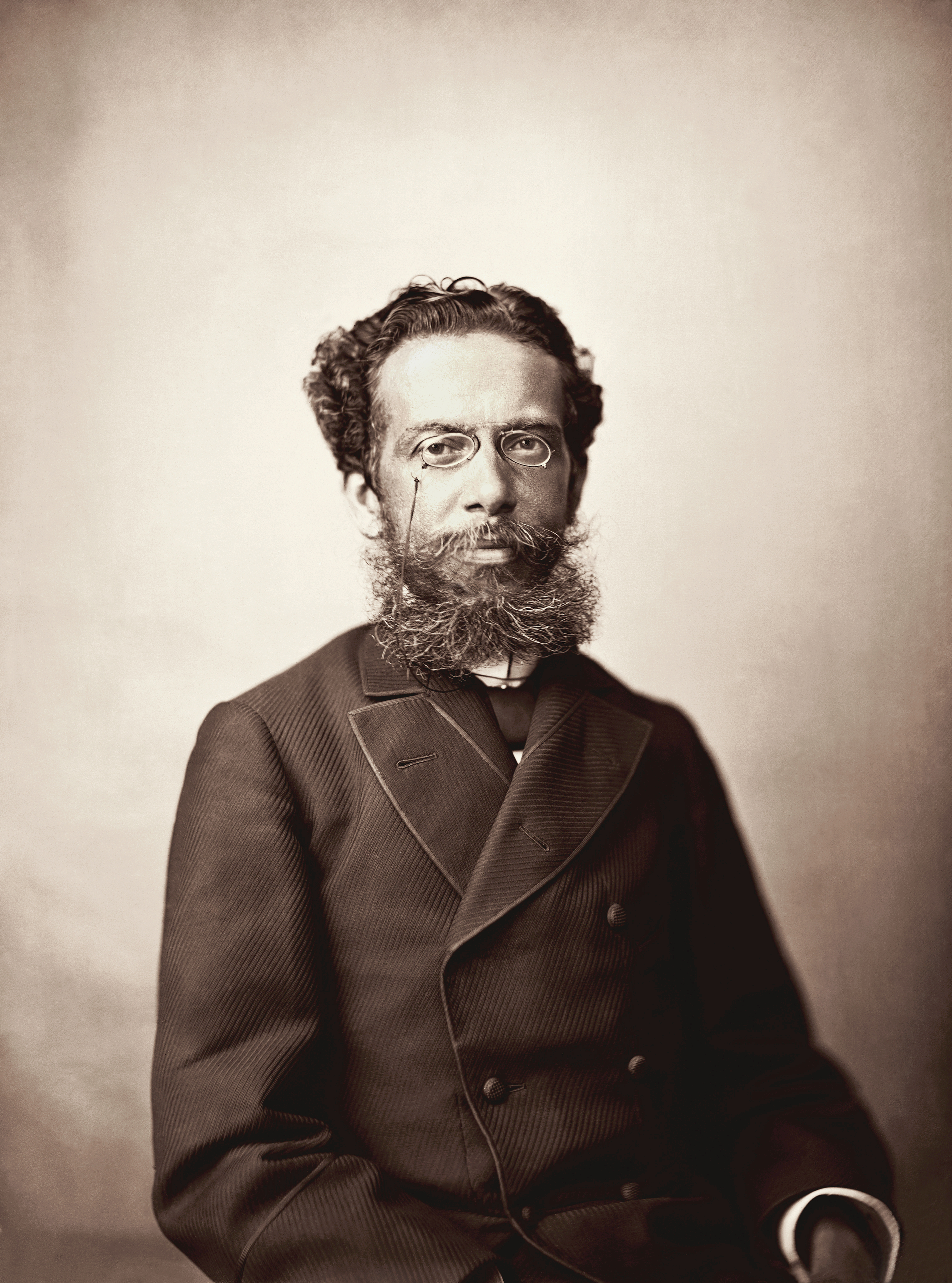
Machado de Assis

Falena é um livro de poesias da fase romântica do escritor brasileiro Machado de Assis. Foi publicado em 1870.

## Poemas do livro
- Flor da Mocidade
- Quando Ela fala
- Manhã de Inverno
- La Marchesa de Miramar
- Sombras
- Ite missa est
- Ruínas
- Musa de Olhos verdes
- Noivado
- A Elvira
- Lágrima de Cera
- Livros e Flores
- Pássaros
- O Verme
- Un vieux pays
- Luz entre Sombras
- Lira Chinesa
- Uma Ode de Anacrionte
- Pálida Elvira
- Prelúdio
- Visão
- Menina e Moça
- No Espaço
- Os Deuses da Grécia
- Cegonhas e Rodovalhos
- A um Legista
- Estâncias a Emma
- A Morte de Ofélia